# Eucithara cincta
Eucithara cincta é uma espécie de gastrópode do gênero Eucithara, pertencente à família Mangeliidae.